# Sung Min Song
Sung Min Song (* vor 1985 in Seoul) ist ein südkoreanischer, in Deutschland tätiger Opern- und Konzertsänger (Tenor).

## Leben

### Ausbildung und erste Engagements
Sung Min Song war zunächst als Informatikingenieur tätig und begann im Alter von 26 Jahren auf Anraten seines Kirchenchorleiters ein Gesangsstudium in Korea. Ab 2011 konnte er sein Studium an der Hochschule für Musik und Theater München fortsetzen und parallel dazu ab der Spielzeit 2012/2013 im Chor der Bayerischen Staatsoper mitwirken. Er studierte von 2011 bis 2015 in der Meisterklasse von Frieder Lang, sowie im Studienjahr 2014/15 Belcanto bei Daniel Kotlinski. In Anschluss an sein Studium trat er bald auch als international gefragter Solist in bedeutenden Werken der Oratorienliteratur und im Rahmen von Operngalas auf. Von 2017 bis 2023 war Sung Min Song festes Ensemble-Mitglied am Saarländischen Staatstheater Saarbrücken. Gleich zu Beginn dieses Engagements meisterte er die anspruchsvolle Rolle des Arnold in Rossinis Guillaume Tell; diese Opernproduktion wurde von Arte Concert aufgezeichnet und war ein halbes Jahr lang als Videostream verfügbar.

### Künstlerische Entwicklung
Gastspiele führten ihn an die Opéra de Marseille, die Opéra National de Lorraine à Nancy, zu den Münchner Opern-Festspielen, Tiroler Festspiele in Erl, zum Rheingau Musik Festival und zum Kissinger Sommer sowie den Dresdner Musikfestspielen, MDR-Musiksommer, Star & Rising Stars Festival in München’, Schleswig-Holstein-Musikfestival, Zudem trat er in der Berliner Philharmonie, Gewandhaus in Leipzig, der Philharmonie im Münchner Gasteig, Kölner Philharmonie, Alte Oper Frankfurt, Palau de la Musica in Valencia auf. Seit 2023 gehört er dem Ensemble des Staatstheaters Augsburg an.
2014 sang der Tenor in der konzertanten Aufführung von Strauss‘ Feuersnot – begleitet vom Münchner Rundfunkorchester unter der Leitung von Ulf Schirmer und von cpo auf CD veröffentlicht. 2016 strahlte der Bayerische Rundfunk Rossinis „Stabat Mater“ mit den Bamberger Symphonikern unter der Leitung von Alain Altinoglu aus, 2018 sang er Verdis „Messa da Requiem“ beim Rheingau Musik Festival sowie im Herkulessaal der Münchner Residenz anlässlich eines Gedächtniskonzertes für Enoch zu Guttenberg unter der Leitung von Kent Nagano. 2019 sang er in Tiroler Festspiele in Erl „Guillaume Tell(Arnold)“ unter der Leitung von Michael Güttler. 2019 übertrug MDR Kultur Puccinis „Messa di Gloria“ mit den MDR-Sinfonieorchester und MDR-Rundfunkchor unter der Leitung von Domingo Hindoyan im Gewandhaus.
Der Künstler wurde bei Wettbewerben mit zahlreichen Auszeichnungen geehrt, so beim Richard-Strauss-Gesangswettbewerb zweite Preis , Anneliese Rothenberger Preis, Musikpreis des Kulturkreises Gasteig, Luitpold-Preis des Kissinger Sommers, 33° Concorso Internazionale Valsesia Musica 3. Preis, Zweiter Preis beim Hariclea Darclée Festival International Voice Competition und Grand Prix und Prix Special ADAMI beim Concours International de Belcanto Vincenzo Bellini in Paris.
Sung Min Song wurde von Klangkörpern wie den WDR Sinfonieorchester Köln, MDR-Sinfonieorchester, Münchner Rundfunkorchester, Bamberger Symphoniker, Orquesta de Valencia, Orchestre Philharmonique de Marseille, Orchestre symphonique et lyrique de Nancy, begleitet – unter der Leitung von Dirigenten wie Kent Nagano, Alain Altinoglu, Domingo Hindoyan, Rani Calderon, Lawrence Foster, Enoch zu Guttenberg, Sebastian Rouland, Ulf Schirmer, Yaron Traub, Michael Güttler.

### Opernrollen und Engagements (Auswahl)
| Debüt in | Rolle                                   |                                                                                           |
| -------- | --------------------------------------- | ----------------------------------------------------------------------------------------- |
| 2017-09  | Arnold Melchtal (Guillaume Tell)        | - Saarländisches Staatstheater Saarbrücken - Tiroler Festspiele Erl, Juli 2019            |
| 2017-10  | Tamino (Zauberflöte)                    | Saarländisches Staatstheater Saarbrücken                                                  |
| 2018-01  | Trinculo (Der Sturm von Frank Martin)   | Saarländisches Staatstheater Saarbrücken                                                  |
| 2018-05  | Ferrando (Così fan tutte)               | Saarländisches Staatstheater Saarbrücken                                                  |
| 2018-08  | Alfredo Germont (La traviata)           | Saarländisches Staatstheater Saarbrücken                                                  |
| 2019-03  | Ein Sänger (Der Rosenkavalier)          | Saarländisches Staatstheater Saarbrücken                                                  |
| 2019-05  | Faust (Faust, Gounod)                   | Saarländisches Staatstheater Saarbrücken                                                  |
| 2019-10  | Camille de Rosillon (Die lustige Witwe) | - Saarländisches Staatstheater Saarbrücken - Theater und Orchester Heidelberg (Dez. 2019) |
| 2021-02  | Prinz (Rusalka)                         | Komische Oper Berlin                                                                      |
| 2021-06  | Nadir (Les pêcheurs de perles)          | Saarländisches Staatstheater Saarbrücken                                                  |
| 2024-01  | Tom Rakewell (The Rake's Progress)      | Theater Augsburg                                                                          |

### Konzertrepertoire
- Ludwig van Beethoven: Missa solemnis[3]
- Antonín Dvořák: Stabat Mater[22]
- Georg Friedrich Händel: Messiah[23]
- Wolfgang Amadeus Mozart: Requiem
- Gioachino Rossini: Stabat Mater[24]
- Giuseppe Verdi: Requiem[25][4]
- Gioachino Rossini: Petite Messe solennelle[26]

## Preise und Auszeichnungen
- 1. Grand Prix Vincenzo Bellini und Prix Spécial ADAMI beim Concours International de Belcanto Vincenzo Bellini 2015[2]
- 2. Preis beim Hariclea Darclée Festival and International Voice Competition 2017
- 3. Preis beim 33° Concorso Internazionale Valsesia Musica 2017
- Luitpoldpreis (Künstler des Jahres 2015 beim Kissinger Sommer)[27]
- Sonderpreis beim Wettbewerb 2015 des Kulturkreises Gasteig[28]
- Förderpreis beim Richard-Strauss-Gesangswettbewerb 2015[29]
- Anneliese-Rothenberger-Förderpreis 2013 im Fach Gesang[30]

## Aufnahmen
- Richard Strauss: Feuersnot. Sung Min Song als Schäfflermeister Ortlieb Tulbeck. Münchner Rundfunkorchester, Ulf Schirmer. CD erschienen bei CPO, 2014.
- Gioachino Antonio Rossini: Guillaume Tell. Sung min Song als Arnold.[31] Saarländische Staatsorchester, Leitung: Sébastien Rouland. ARTE Concert 2017[6]
- Gioachino Antonio Rossini: Stabat Mater, Bamberger Symphoniker, Leitung : Alain Altinoglu.[9] BR-Klassik. 19. Juli 2016
- Oskar Gottlieb Blarr: Die Jesus-Passion, Bachorchester Wiesbaden, Leitung : Joerg endebrock. CYBELLE RECORDS 2018
- Puccini Messa di gloria[12]: MDR-Sinfonieorchester und MDR-Rundfunkchor, Dirigent : Domingo Hindoyan in Gewandhaus,  Live Streaming MDR Radio.
- Puccini Messa di gloria: Bochumer Symphoniker, Dirigent : Magdalena Klein, in Anneliese Brost Musikforum Ruhr CD 2019